# Асанте Котоко
Спортивний клуб «Асанте Котоко» (англ. Asante Kotoko Sporting Club) — ганський футбольний клуб з Кумасі, заснований у 1935 році. Виступає у Чемпіонаті Гани. Домашні матчі приймає на стадіоні «Баба Яра», місткістю 40 528 глядачів.

## Досягнення

### Національні
- Чемпіонат Гани
  - Чемпіон: 1959, 1963–64, 1964–65, 1967, 1968, 1969, 1972, 1975, 1980, 1981, 1982, 1983, 1986, 1987, 1988–89, 1990–91, 1991–92, 1992–93, 2003, 2005, 2007–08, 2011–12, 2012–13, 2013–14
- Кубок Гани
  - Володар: 1958, 1959, 1960, 1978, 1984, 1997–98, 2001, 2014, 2017
- Суперкубок Гани
  - Володар: 2012, 2013, 2014

### Міжнародні
- Ліга чемпіонів КАФ
  - Чемпіон: 1970, 1983
  - Фіналіст: 1967, 1971, 1973, 1982, 1993
- Кубок володарів кубків КАФ
  - Фіналіст: 2002
- Кубок конфедерації КАФ
  - Фіналіст: 2004.